# Hickory Valley
Hickory Valley es un pueblo ubicado en el condado de Hardeman en el estado estadounidense de Tennessee. En el Censo de 2010 tenía una población de 99 habitantes y una densidad poblacional de 116,89 personas por km².

## Geografía
Hickory Valley se encuentra ubicado en las coordenadas 35°9′17″N 89°7′34″O / 35.15472, -89.12611. Según la Oficina del Censo de los Estados Unidos, Hickory Valley tiene una superficie total de 0.85 km², de la cual 0.85 km² corresponden a tierra firme y (0%) 0 km² es agua.

## Demografía
Según el censo de 2010, había 99 personas residiendo en Hickory Valley. La densidad de población era de 116,89 hab./km². De los 99 habitantes, Hickory Valley estaba compuesto por el 91.92% blancos, el 6.06% eran afroamericanos, el 0% eran amerindios, el 0% eran asiáticos, el 0% eran isleños del Pacífico, el 0% eran de otras razas y el 2.02% pertenecían a dos o más razas. Del total de la población el 1.01% eran hispanos o latinos de cualquier raza.